# Imke Wedekind
Imke Wedekind est une ancienne joueuse allemande de volley-ball née le 23 juin 1984 à Reinbek. Elle mesure 1,96 m et jouait au poste de centrale. Elle a totalisé 1 sélections en équipe d'Allemagne.

## Clubs
| Club               | De        | À         |
| ------------------ | --------- | --------- |
| TSV Glinde         | 1996-1997 | 1997-1998 |
| CVJM Hamburg       | 1998-1999 | 1998-1999 |
| 1. VC Parchim      | 1999-2000 | 1999-2000 |
| Schweriner SC      | 2000-2001 | 2004-2005 |
| VT Aurubis Hamburg | 2005-2006 | 2013-2014 |

## Palmarès
- Coupe d'Allemagne
  - Finaliste : 2008.